# Arachnospila
Arachnospila is een geslacht van vliesvleugelige insecten van de familie spinnendoders (Pompilidae).

## Soorten
- A. abnormis - glanzende zandspinnendoder (Dahlbom, 1842)
- A. alpivaga (Kohl, 1888)
- A. alvarabnormis - Amerikaanse zandspinnendoder (Wolf, 1965)
- A. anceps - gewone zandspinnendoder (Wesmael, 1851)
- A. apenninus (Wolf, 1964)
- A. asiatica (Morawitz, 1888)
- A. ausa (Tournier, 1890)
- A. brevispinis Wahis, 1992
- A. canariensis Wolf, 1978
- A. colpostoma (Kohl, 1886)
- A. conjungens (Kohl, 1898)
- A. consobrina - kust-zandspinnendoder (Dahlbom, 1843)
- A. esau (Kohl, 1886)
- A. fumipennis - drietand-zandspinnendoder (Zetterstedt, 1838)
- A. fuscomarginata - behaarde zandspinnendoder (Thomson, 1870)
- A. gibbomima (Haupt, 1929)
- A. hedickei - gekorfde zandspinnendoder (Haupt, 1929)
- A. holomelas (Costa, 1882)
- A. ionica Wolf, 1964
- A. longifrons Wolf, 1990
- A. minutula - tweetand-spinnendoder (Dahlbom, 1842)
- A. nivalabnormis (Wolf, 1965)
- A. nuda (Tournier, 1890)
- A. opinata (Tournier, 1890)
- A. rhaetabnormis (Wolf, 1965)
- A. rufa - viertand-zandspinnendoder (Haupt, 1927)
- A. silvana - bos-zandspinnendoder (Kohl, 1886)
- A. sogdianoides (Wolf, 1964)
- A. spissa - eentand-zandspinnendoder (Schioedte, 1837)
- A. trivialis - zilveren zandspinnendoder (Dahlbom, 1843)
- A. tyrrhena Wahis, 1982
- A. valesabnormis (Wolf, 1965)
- A. virgilabnormis Wolf, 1976
- A. wesmaeli - wesmael's zandspinnendoder (Thomson, 1870)
- A. westerlundi (Morawitz, 1893)